# Sforzato di Valtellina
Sforzato di Valtellina  o Sfurzat è la  denominazione di origine controllata e garantita di un vino rosso passito secco prodotto in provincia di Sondrio. 

## Zona di produzione
La zona di produzione delle uve comprende le aree vitate presenti nei comuni di Albosaggia, Ardenno, Berbenno di Valtellina, Bianzone, Buglio in Monte, Caiolo, Castione Andevenno, Chiuro, Montagna in Valtellina, Piateda, Poggiridenti, Ponte in Valtellina, Postalesio, Sondrio, Teglio, Tirano, Tresivio e Villa di Tirano, tutti in provincia di Sondrio.

## Storia
Nell'antichità la Valtellina è stata in successione abitata da Celti, romani e Longobardi: tutti popoli che conoscevano e praticavano la viticoltura per cui resta difficile datare la introduzione della vite nella zona. La sua intensificazione però è sicuramente riconducibile all'epoca romana, poi ripresa nel medioevo (sec. X e XI) dai magistri comacini e dai monaci benedettini. Risulta che il Monastero Sant'Ambrogio di Milano era proprietario di vigne nellavalle.
Dal 1550 al 1797 la Valtellina fu occupata dalla Lega Grigia (oggi Cantone dei Grigioni) che diede grande impulso alla viticoltura ed all'esportazione dei vini prodotti verso le corti del centro e nord Europa

## Tecniche di produzione
I vigneti valtellinesi crescono su un imponente sistema di terrazzamenti complessivamente lunghi di almeno 2.500 km, le cui origini si perdono nella notte dei tempi.
Tutte le operazioni di cantina devono essere effettuate nei comuni su cui ricade la zona delimitata e nei comuni confinanti; sono previste autorizzazioni individuali allo svolgimento in altri comuni. L'invecchiamento, l'affinamento e l'imbottigliamento sono autorizzabili nell'intera provincia di Sondrio e nella valle di Poschiavo in territorio elvetico. 
Non sono consentiti l'arricchimento e la concentrazione, anche parziale.
Se la produzione di vino supera i 40 hl per ettaro ma non i 44 hl, l'eccedenza ha diritto alla denominazione di origine controllata Valtellina rosso.
Le bottiglie ammesse sono le bordolesi, chiuse con tappo raso bocca; deve sempre figurare l'annata di produzione ed è possibile aggiungere i termini "Nebbiolo" o "Chiavennasca". 
Il vino imbottigliato nel territorio della Val Poschiavo deve essere etichettato esclusivamente in lingua italiana.

## Disciplinare
La DOC è stata approvata con D.P.R. 11.08.1968 G.U. 244

La DOCG è stata riconosciuta con D.M. 19.03.2003 G.U. 81

Successivamente il disciplinare ha subito le seguenti modifiche:
- DM 30.11.2011 G.U. 295, pubblicato sul sito ufficiale del Mipaaf
- DM 12.11.2007 G.U. 272*
- DM 25.01.2010 G.U. 33
- DM 30.11.2011 G.U. 295
- DM 12.07.2013 pubblicato sul sito ufficiale del Mipaaf
- DM 7.03.2014 pubblicato sul sito ufficiale del Mipaaf
- Provvedimento Ministeriale 12.07.2017 pubblicato sul sito ufficiale del Mipaaf

La versione in vigore è stata approvata con Provvedimento Ministeriale 12.07.2019 pubblicato sul sito ufficiale del Mipaaf

## Tipologie

### Sforzato di Valtellina o Sfursàt
|                                | Sforzato di Valtellina o Sfursàt                 |
| uvaggio                        | Nebbiolo (localmente detto Chiavennasca) min.90% |
| titolo alcolometrico minimo    | 14,0% vol                                        |
| acidità totale minima          | 4,50 g/l                                         |
| estratto secco minimo          | 27,0 g/l                                         |
| resa massima di uva per ettaro | 80 q.                                            |
| resa massima di uva in vino    | 50%                                              |

#### Caratteristiche organolettiche
Colore rosso rubino che con l'invecchiamento tende al granata. Profumo intenso e complesso che ha origine dalla concentrazione raggiunta con l'appassimento delle uve. Gli aromi che si sviluppano lo rendono un vino austero di grande finezza ed intensità.

#### Abbinamenti consigliati
Lo Sforzato, vino complesso e strutturato, si abbina con particolare felicità a piatti di carne importanti e salsati. Selvaggina di pelo e di piuma e brasati sono ideali. Ottimo con i formaggi a pasta dura.